# Terméssadou Djibo
Terméssadou Djibo est une ville et une sous-préfecture de Guinée, rattachée à la préfecture de Guéckédou et à la région de Nzérékoré. 

## Population
En 2016, le nombre d'habitants est estimé à 31 743, à partir d'une extrapolation officielle du recensement de 2014 qui en avait dénombré 29 680 .